# Камас (округ, Айдахо)
Шаблон:StateAbbr_ 43°28′ пн. ш. 114°49′ зх. д. / 43.47° пн. ш. 114.81° зх. д.
Округ  Камас (англ. Camas County) — округ (графство) у штаті  Айдахо, США. Ідентифікатор округу 16025.

## Історія
Округ утворений 1917 року.

## Демографія
За даними перепису 
2000 року 
загальне населення округу становило 991 осіб, усе сільське.
Серед мешканців округу чоловіків було 507, а жінок — 484. В окрузі було 396 домогосподарств, 287 родин, які мешкали в 601 будинках.
Середній розмір родини становив 2,92.
Віковий розподіл населення поданий у таблиці:
| Стать    | До 15 років | 15-21 | 22-29 | 30-39 | 40-49 | 50-65 | 65-85 | Понад 85 |
| -------- | ----------- | ----- | ----- | ----- | ----- | ----- | ----- | -------- |
| Чоловіки | 99          | 51    | 38    | 71    | 72    | 122   | 51    | 3        |
| Жінки    | 90          | 43    | 39    | 72    | 77    | 88    | 63    | 12       |

## Суміжні округи
- Блейн — схід
- Лінкольн — південний схід
- Гудінг — південь
- Елмор — захід

## Виноски
1. ↑  (unspecified title) — Москва: ВИНИТИ РАН, 1964. — С. 40. — 235 с.
2. ↑  U.S. Decennial Census. United States Census Bureau. Архів оригіналу за 26 квітня 2015. Процитовано 28 червня 2014.
3. ↑  Historical Census Browser. University of Virginia Library. Архів оригіналу за 12 грудня 2009. Процитовано 28 червня 2014.
4. ↑  Population of Counties by Decennial Census: 1900 to 1990. United States Census Bureau. Архів оригіналу за 30 жовтня 2014. Процитовано 28 червня 2014.
5. ↑  Census 2000 PHC-T-4. Ranking Tables for Counties: 1990 and 2000 (PDF). United States Census Bureau. Архів оригіналу (PDF) за 18 грудня 2014. Процитовано 28 червня 2014.
6. ↑  State & County QuickFacts. United States Census Bureau. Архів оригіналу за 17 липня 2011. Процитовано 28 червня 2014.(англ.) Наведено за англійською вікіпедією.
7. ↑  American FactFinder. Бюро перепису населення США. Архів оригіналу за 29 липня 2011. Процитовано 31 січня 2008.

| США | Це незавершена стаття з географії США. Ви можете допомогти проєкту, виправивши або дописавши її. |